# Janiralata occidentalis
Janiralata occidentalis is een pissebed uit de familie Janiridae. De wetenschappelijke naam van de soort is voor het eerst geldig gepubliceerd in 1898 door Walker.